# Brian Betham Schofield
Brian Betham Schofield (* 1895; † 1984) war ein britischer Marineoffizier und Autor militärhistorischer Werke.

## Leben
Schofield wurde 1913 Midshipman und nahm am Ersten Weltkrieg teil, wo er an der Schlacht an der Dogger-Bank im Jahr 1915 beteiligt war. Später wurde er Marineattaché in Den Haag und von 1939 bis 1940 in Brüssel. Von 1945 bis 1946 war er Kapitän der King George V, dem Flaggschiff der Home Fleet. Er trat 1950 als Vizeadmiral in den Ruhestand und veröffentlichte mehrere militärhistorische Werke, die z. T. auch in deutscher Sprache vorliegen.

## Werke
- The Royal Navy today. Oxford University Press, 1960
- The Russian convoys. B T Batsford, London 1964
- British sea power; naval policy in the twentieth century. Batsford, London 1967
- zusammen mit Louis Frederic Martyn: The rescue ships. William Blackwood & Sons, Edinburgh und London 1968
- The loss of the Bismarck. Allan, Shepperton 1972
  - Deutsche Ausgabe: Der Untergang der Bismarck: Wagnis, Triumph und Tragödie. Motorbuch Verlag, Stuttgart 1994
- The attack on Taranto. Allen, London 1973
- Operation Neptune. Allan, London 1974
- The Arctic convoys. Macdonald and Jane’s, London 1977
  - Deutsche Ausgabe: Geleitzugschlachten in der Hölle des Nordmeeres. Aus dem Englischen übersetzt von Otto von Bülow. Koehlers Verlagsgesellschaft, Herford 1980, ISBN 3-7822-0217-1.
- Navigation and direction. The story of HMS Dryad. K Mason, Havant 1977
- Der Sprung über den Kanal. Unternehmen „Neptun“ - Die alliierte Landung in der Normandie 1944. Motorbuch Verlag, Stuttgart 1972, ISBN 978-3-87943536-4.